# Seututie 423
Pour les articles homonymes, voir Route 423.
La route régionale 423 (finnois : Seututie 423) est une route régionale allant de Hartola jusqu'à Pertunmaa en Finlande.

## Présentation
La route régionale 423 est une route du Päijät-Häme et  de la Savonie du Sud. 
La route va de Metsäkoski dans la municipalité d'Hartola jusqu'à Pertunmaa.

## Parcours
- Metsäkoski
- Murakka
- Vehkalahti
- Ulmala
- Riistamylly
- Pertunmaa